# Chinese Professional Baseball League

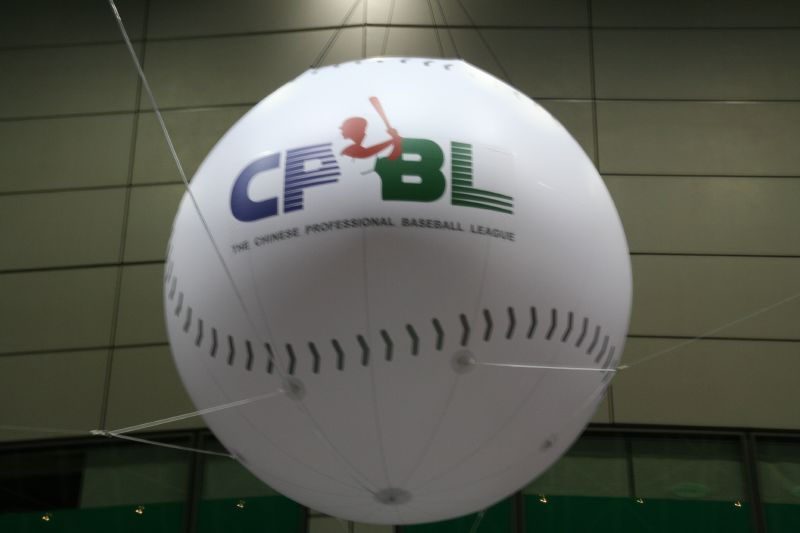
En ballong i form av en baseboll med CPBL:s logotyp.

Chinese Professional Baseball League (CPBL; Kinesiska: 中華職業棒球大聯盟, Pinyin: zhōnghuá zhíyè bàngqiú dà liánméng) är den högsta divisionen för baseboll i Taiwan. Ligan etablerades år 1989 och spelade sin första säsong år 1990. CPBL sammanfogades till slut med den konkurrerande Taiwan Major League år 2003. Ligans kommissionär är Tsai Chi-Chang (Kinesiska: 蔡其昌) sedan den 16 januari 2021. 

## Aktiva lag
Chinese Professional Baseball League består av 5 lag sedan säsongen 2021. Dessa lag är CTBC Brothers, Fubon Guardians, Uni-President Lions, Rakuten Monkeys och Wei Chuan Dragons.
| Klubb               | Kinesiskt namn | Plats           | Arena                                       | Kapacitet | Debutår                       |
| ------------------- | -------------- | --------------- | ------------------------------------------- | --------- | ----------------------------- |
| CTBC Brothers       | 中信兄弟       | Taichung City*  | Taichung Intercontinental Baseball Stadium* | 20,000    | 1990                          |
| Fubon Guardians     | 富邦悍將       | New Taipei City | Xinzhuang Baseball Stadium                  | 12,500    | 1993                          |
| Rakuten Monkeys     | 樂天桃猿       | Taoyuan City    | Taoyuan International Baseball Stadium      | 20,000    | 2004                          |
| Uni-President Lions | 統一7-ELEVEN獅 | Tainan City     | Tainan Municipal Baseball Stadium           | 12,000    | 1990                          |
| Wei Chuan Dragons   | 味全龍         | Hsinchu City    | Hsinchu CKS Baseball Stadium                | 10,000    | 1990-1999 2020 (återansluten) |

## Nedlagda lag
- China Times Eagles (時報鷹) (1993–1997)
- Chinatrust Whales (中信鯨) (1997–2008)
- dmedia T-REX (米迪亞暴龍) (2003–2008)
- Mercuries Tigers (三商虎) (1990–1999)

## Vinnare av Taiwan Series
Taiwan Series är finalserien i CPBL. De respektive lagens deltagande och framgång i Taiwan Series listas nedan:
| Lag                          | Segrar | Förluster |
| ---------------------------- | ------ | --------- |
| Uni-President 7-Eleven Lions | 10     | 6         |
| CTBC Brothers                | 7      | 8         |
| Rakuten Monkeys              | 7      | 2         |
| Wei Chuan Dragons            | 4      | 2         |
| Fubon Guardians              | 3      | 5         |
| Chinatrust Whales*           | 0      | 2         |
| Mercuries Tigers*            | 0      | 1         |
| China Times Eagles*          | 0      | 1         |
| Macoto Cobras*               | 0      | 1         |

- (Nedlagda lag)

Status: 2021

## Ligastruktur
CPBL utgörs av en Major-liga (Kinesiska: 一軍, Bokstavlig översättning: första kåren) och en Minor-liga (Kinesiska: ニ軍, Bokstavlig översättning: andra kåren).  
Säsongen består av 120 matcher per lag med säsongen uppdelad i två halvor, en första och en andra halva. Vinnaren av den första halvan möter vinnaren av den andra halvan i en playoff-serie bestående av 7 matcher som kallas för Taiwan Series. De två halvsäsongsvinnarna blir automatiskt nummer ett och två seeden; den med bättre säsongsrekord får automatiskt en plats i bäst av sju Taiwan Series, som spelas i 2-3-2-format. Det andra laget (en av vinnarna av halvorna med det sämre rekordet) måste spela en bäst av fem serie mot laget med det bästa hela säsongsrekordet som inte vann varken den första eller andra halvsäsongen. Om samma lag vinner båda halvorna, kommer de två nästkommande lagen med det näst bästa säsongsrekordet att spela i en första omgång vilket avgör vilket lag som spelar i Taiwan Series i ett 2-2-3-format (notera att detta undantag ändrar formatet på Taiwan Series, till fördelen av den som vann båda säsongshalvorna). 
Sedan säsongen 2021 expanderades ligan med ett ytterligare lag, Wei Chuan Dragons, vilket ändrade ligans struktur och spelschema. Enligt ligans kommissionär Tsai Chi-Chang planerar CPBL för ännu en expansion med ett sjätte lag.

## Popularitet utomlands

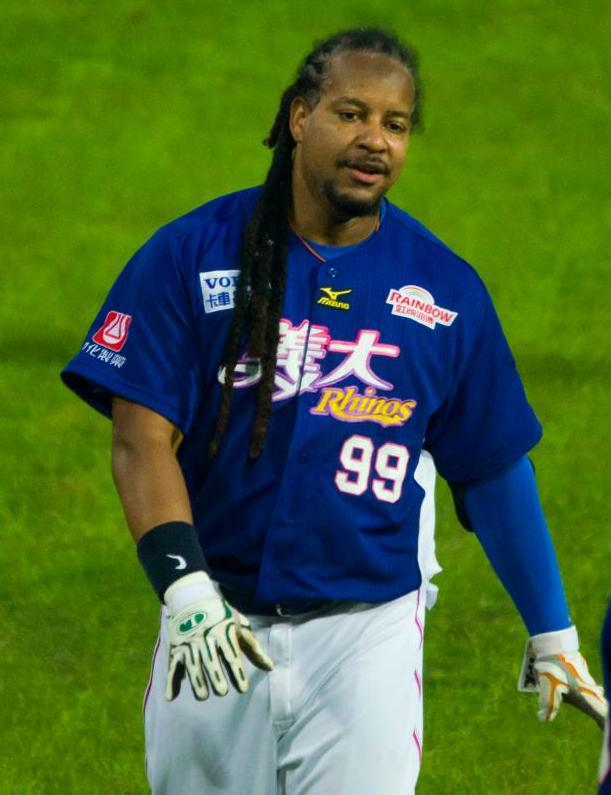
Manny Ramirez spelandes för EDA Rhinos under CPBL säsongen 2013.

År 2009 var det nu nedlagda laget dmedia T-REX involverad i en matchfixnings skandal vilket sågs som en stor tragedi, då Taiwans nationella enighet är starkt förknippat med den nationella basebolligan. Denna nyhet nådde ända till amerikanska medier.  
År 2013 uppmärksammades CPBL internationellt på grund av EDA Rhinos värvning av den före detta Red Sox spelaren Manny Ramirez. Däremot varade Manny Ramirez karriär i CPBL endast 49 matcher då han valde att avbryta sitt kontrakt i slutet av säsongens första halva. 
År 2020 hade baseboll världen återigen ögonen på Taiwan då CPBL var den första professionella basebolligan som trots Covid-19 pandemin utförde säsongen, dock en månad senare än planerat. Den sjätte matchen under CPBL säsongen 2020 sågs av så många som 650 000 personer världen över.  